# Digital Domain
Digital Domain es una empresa de efectos visuales y animación fundada por el director de cine James Cameron, Stan Winston y Scott Ross. Tiene su sede en Venice, Los Ángeles, California. La compañía es conocida por la creación de imágenes digitales de alta tecnología para películas, publicidad en televisión, medios interactivos visuales y la industria del videojuego.

## Historia
La compañía comenzó a producir efectos visuales en 1993, siendo sus primeras tres películas True Lies, Entrevista con el vampiro y Color of Night en 1994.
Ha producido efectos para más de 60 películas incluyendo Titanic, Apolo 13, Más allá de los sueños, El quinto elemento, El Grinch, Armageddon, Star Trek: némesis y The Day After Tomorrow. Películas más recientes incluyen Yo, Robot, Flags of Our Fathers, Piratas del Caribe: en el fin del mundo, Transformers, Speed Racer, El curioso caso de Benjamin Button, Star Trek, Transformers: la venganza de los caídos, G.I. Joe: The Rise of Cobra, 2012, Percy Jackson y el ladrón del rayo y, más recientemente, The A-Team, Tron: Legacy, Thor y X-Men: primera generación, con Transformers: el lado oscuro de la luna y Real Steel llegando en breve.
En octubre de 2002, Digital Domain lanzó una filial, D2 Software, para comercializar y distribuir su software de composición premiado con un Óscar, Nuke. El movimiento fue motivado en parte por la adquisición de Apple de un programa similar, Shake.
En mayo de 2006, Digital Domain fue adquirida por una filial de Wyndcrest Holdings, LLC, un holding privado cuyos directores incluyen al fundador de Wyndcrest John Textor, el director Michael Bay, el exejecutivo de Microsoft, Carl Stork, el exjugador de la NFL y comentarista deportivo Dan Marino y Jonathan Teaford.

## Premios
Las unidades de negocio de Digital Domain han sido reconocidas con premios de muchas organizaciones de la industria.
A fecha de marzo de 2009, Digital Domain ha ganado siete Óscars: tres por los Mejores Efectos Visuales (Titanic, Más allá de los sueños, El curioso caso de Benjamin Button); y cuatro por Logros Científicos y Técnicos por su tecnología propietaria, es decir, para Track (software de tracking propietario), por Nuke (software de composición propietario), por Storm (renderizador volumétrico propietario) y por su sistema simulación de fluidos propietario.
La compañía también ha sido nominada a otros tres Óscars a los Mejores Efectos Visuales (Apolo 13, True Lies, Yo, Robot). Además, su excelencia en imágenes digitales y animación ha hecho ganar a Digital Domain múltiples premios de la Academia Británica (BAFTA) y premios Prix Ars Electronica y Prix Pixel INA.
La división de publicidad de Digital Domain proporciona imágenes digitales y animación para anuncios de televisión, trabajando con los mejores directores de anuncios. Hasta la fecha, ha sido galardonada con 34 Clio Awards, 22 premios AICP, 8 Cannes Lions y numerosos otros honores en publicidad. La división de publicidad también ha producido varios videoclips de música trabajando con artistas como The Rolling Stones, Faith Hill, Creed, Janet Jackson, Busta Rhymes, Björk, Celine Dion, Michael Jackson y Nine Inch Nails, y ha ganado varios premios Grammy y MTV Video Music Award for Video of the Year.

## Lectura recomendada
- Bizony, Piers. (2001) Digital Domain: the leading edge of visual effects, London: Aurum. ISBN 1-85410-707-0